# تپه چغا گلی
تپه چغا گلی (هـ - ۵۴) در شهرستان هرسین، جاده کل کشوند به قمبلیژه واقع شده و این اثر در تاریخ ۲۴ فروردین ۱۳۸۲ با شمارهٔ ثبت ۸۱۶۳ به‌عنوان یکی از آثار ملی ایران به ثبت رسیده است.